# Ленстра, Хендрик
Хендрик Виллем Ленстра-младший (нидерл. Hendrik Willem Lenstra Jr.; род. 16 апреля 1949 в Зандаме) — голландский математик, изучающий теорию чисел.

## Биография
Хендрик Ленстра получил докторскую степень в Амстердамском университете в 1977 году, начал работать там преподавателем с 1978 года. В 1987 году его назначают преподавателем на факультете в Калифорнийском университете в Беркли, начиная с 1988 года, он работал не только в Беркли но ещё и в Лейденском до 2003 года, ему пришлось уйти из Беркли, чтобы у него было больше времени на работу в Лейденском университете.
Ленстра работал над теорией чисел, главным образом хорошо известен открытием метода факторизации эллиптических кривых и является одним из основателей Алгоритма LLL.
Трое его братьев Арьен Ленстра, Андрис Ленстра и Ян Карел Ленстра, также являются математиками. Ян Карел Ленстра — бывший директор Центра математики и информатики. Хендрик Ленстра был председателем комитета математиков на Международном конгрессе математиков в 2010 году.

## Награды
- Член Королевской академия наук и искусств Нидерландов с 1984[2].
- Премия Фалкерсона (1985)[3].
- Премия Спинозы (1998)[4].
- 24 апреля 2009 года он был назначен рыцарем Ордена Нидерландского льва.
- В 2009 его наградили Лекцией Гаусса от Немецкого математического общества.
- В 2012 году он становится членом Американского математического общества[5][6].